# Hydropsyche initiana
Hydropsyche initiana är en nattsländeart som beskrevs av Wolfram Mey 1998. Hydropsyche initiana ingår i släktet Hydropsyche och familjen ryssjenattsländor. Inga underarter finns listade i Catalogue of Life.